# Reserva natural integral y mixta Laguna de Rocha
La reserva natural integral y mixta Laguna de Rocha se encuentra en el partido de Esteban Echeverría,  provincia de Buenos Aires, Argentina, limitada por la Autopista Ricchieri, Av. Fair, y Villa Transradio a aproximadamente 11 km del Aeropuerto Internacional de Ezeiza y a 33 km de Capital Federal. La reserva natural es uno de los pulmones verdes más importantes de la Cuenca Matanza-Riachuelo y se compone de un conjunto de espejos de agua, pastizales y bosques en un territorio que abarca más de 1400 hectáreas de las cuales solo 640 se encuentran protegidas por Ley 14.488, sancionada el 13 de diciembre de 2013 a partir de un proyecto del diputado Walter Martello. Declarada Reserva Histórica Municipal en 1996 valoriza el pasado Querandí, etnia hoy desaparecida. 

## Características naturales
La Reserva cuenta con una amplia gama de valores naturales que la hacen única en cuanto a biodiversidad dentro del Río Matanza.

### Flora

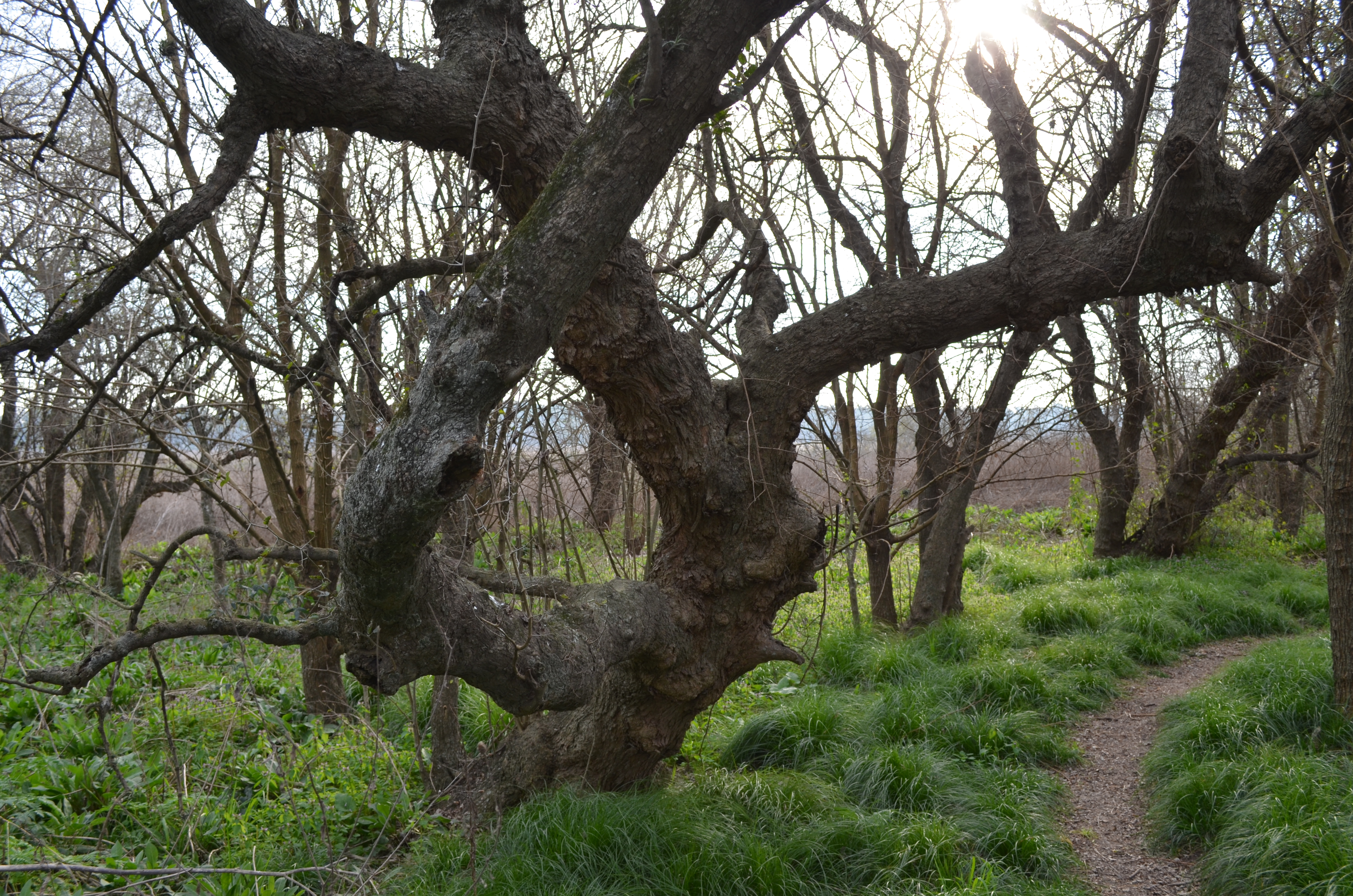
Tala centenario en la Reserva Natural

Como todo espacio abandonado a su suerte la Laguna de Rocha sufrió durante muchas décadas la invasión de plagas y especies exóticas de otros continentes en su predio (Acacia negra, Mora blanca, Paraíso, Ricino, Ligustro, Ligustrina, Fresno, Madreselva, Álamos, Lirio amarillo, etc) que han ido desplazando a la flora nativa, hoy día al ser una Reserva Natural dicha invasión se revierte con el adecuado control y proyectos de restauración del ambiente original.
Se pueden observar casi todas las especies autóctonas de la región del noreste bonaerense, si bien sus poblaciones hoy son bajas cuando se libere la Reserva de las especies invasoras volverá a su plenitud la flora y su fauna asociada.
En los montes,
Anacahuita (Blepharocalix salicifolius)
Azotacaballo (Luehea divaricata)
Blanquillo (Sebastiana brasiliensis)
Canelón (Myrsine laetevirens o parvula)
Chal chal o Cocu (Allophylus edulis)
Higuerón (Ficus luschtaniana o monckii)
Fumo Bravo (Solanum granulosum-leprosum)
Molle Incienso (Schinus longifolius)
Murta (Myrceugenia glaucescens)
Lapachillo (Poecilante parviflora)
Laurel criollo (Ocotea acutifolia)
Ombú (Phytolacca dioica)
Ombusillo (Phytolacca tetramera)
Palo Amarillo (Terminalia australis)
Pindó "palmera" (Syagrus romanzoffiana)
Plumerillo rosado (Calliandra parviflora)
Sauco (Sambucus australis)
Tembetarí (Fagara hiemalis)
Timbó (Enterolobium contortisiliquum)
En los espacios abiertos y expuestos:
Algarrobo blanco (Prosopis alba)
Cina Cina (Parkinsoneana aculeata)
Chañar (Geoffroea decorticans)
Coronillo (Scutia buxifolia)
Espinillo o Aromito (Acacia caven)
Quebrachillo (Acanthosyris spinescens)
Sombra de Toro (Jodina rhombifolia)
Tala (Celtis tala)
En lugares bajos o suelos más húmedos (puede ser al lado de la laguna, arroyo):
Aliso de río (Tessaria integrifolia)
Ceibo (Erythrina crista galli)
Curupí (Sapium haematospermun)
Ingá verá (Ingá uruguensis)
Mataojo (Pouteria salicifolia)
Sangre de Drago (Crotón urucurana)
Sarandí blanco (Phyllantus sellowianus)
Sarandí colorado (Cephalanthus glabratus)
Sauce criollo (Salix humboldtiana)
Tarumá o Espina de bañado (Citharexylum montevidense)
Yerba de Bugre (Lonchocarpus nitidus)
Dudosos para el nordeste de Buenos Aires pero asilvestrados o nativos de lugares muy próximos:
Aguaribay (Schinus molle)
Algarrobo negro (Prosopis nigra)
Caldén (Prosopis caldenia)
Ñandubay (Prosopis affinis)
Ñangapirí o Pitanga (Eugenia uniflora)
Pata de Buey o Pezuña de vaca (Bahuinia candicans)
Arbustos y herbáceas:

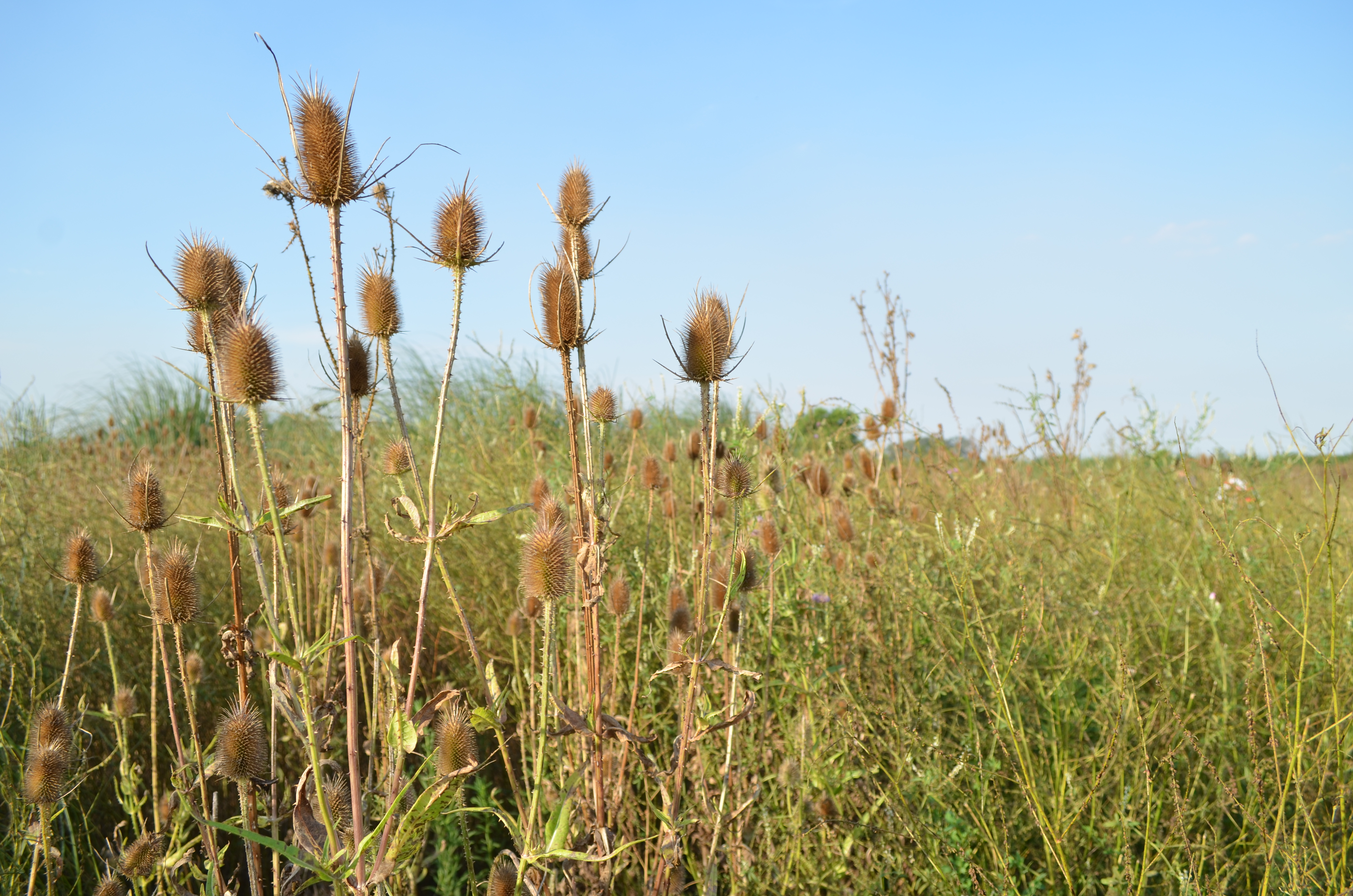
Laguna de Rocha cuenta con amplios pastizales representativos de la Región Pampeana y el Espinal

Acacia café (Sesbania virgata) – Arbolito
Achira amarilla (Canna glauca)
Azucena Sangre de Buey (Rodophiala bifida)
Barba de Chivo (Caesalpinia gillesii)
Canario rojo (Diclipteda squarrosa)
Carpinchera (Mimosa pigra) – Arbolito
Carqueja (Baccharis trimera)
Cedrón del monte (Aloysia grattisima) – Arbolito
Chilca (Baccharis salicifolia)
Chirca (Dodonaea viscosa)
Cortadera (Cortaderia selloana)
Duraznillo (Cestrum parqui)
Hediondilla morada o Talilla (Lycium cestroides)
Hierba San Simón (Vernonia scorpioides)
Ñapinday (Acacia bonariensis) – Arbolito
Malvavisco (Abutilón grandiflorum)
Mariposa (Heteropteris angustifolia) – Arbolito
Mariposera (Eupatorium inulaefolium)
Lantana (Lantana megapotamica)
Quiebra arados (Vernonia rubricaulis)
Rosa de río (Hibiscus cisplatinus)
Salvia guarinitica
Seibillo (Sesbania punicea) - Arbolito
Sen del campo (Senna corymbosa) – Arbolito
Flor amarilla (Senecio bonaeriensis) 
Senecio grisebachii
Tabaco del monte (Trixis praestans)
Enredaderas o lianas:
Amor porteño (Solanum amygdalifolium)
Isipó timbó (Serjania meridionalis)
Sacha Huasca (Dolichandra cynanchoydes)
Tasi (Morena brachystephana)
Uña de gato (Macfadyena unguis-cati)

### Fauna

#### Aves

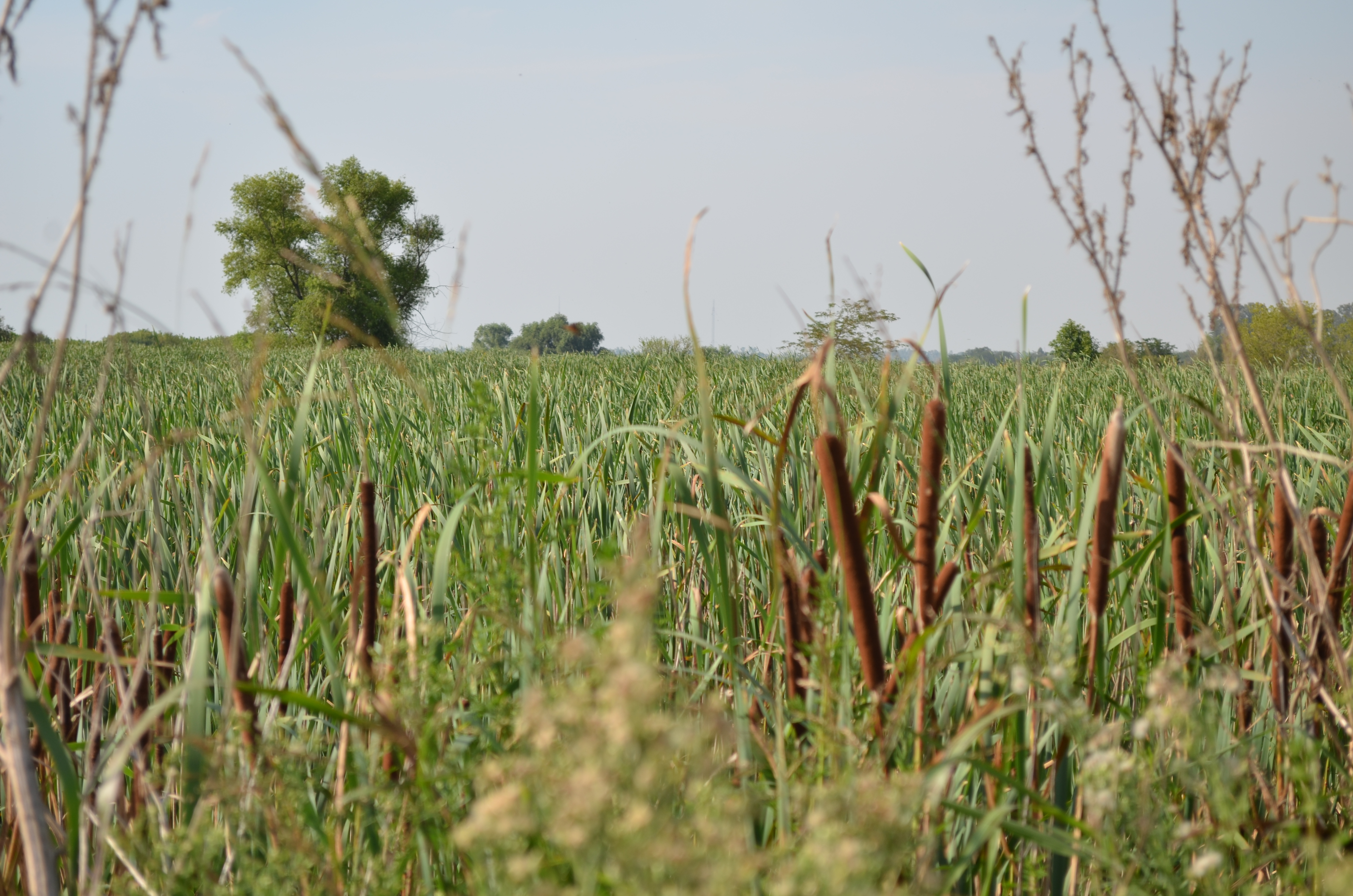
Esteros en la Reserva Natural

Sin duda la riqueza de la Laguna de Rocha está representada en su diversidad de aves. El Club de Observadores de Aves "Laguna de Rocha - Monte Grande" ha relevado a enero de 2019, un total de 166 especies de aves, esto es, el 17% de las especies aves de la República Argentina y el 45% de las especies de aves de la Provincia de Buenos Aires. Entre ellas se pueden encontrar:
- Podilimbus podiceps Macá pico grueso
- Rollandia rolland Macá común
- Fhalacrocorax olivaceus Biguá
- Larus dominicanus Gaviota Cocinera
- Larus maculipennis Gaviota Capucho Café
- Gallinago paraguaiae Becacina Común
- Himantopus mexicanus Tero Real
- Vanellus chilensis Tero Común
- Jacana jacana Jacana
- Euxemura maguari Cigüeña Americana
- Plegadis chihi Cuervillo de Cañada
- Phimosus infuscatus Cuervillo Cara Pelada
- Ajaia ajaja Espátula Rosada
- Cosmerodius albus Garza Blanca
- Egretta thula Garcita Blanca
- Nycticorax nycticorax Garza Bruja
- Ardea cocoi Garza Mora
- Tigrisoma lineatum Hocó Colorado
- Phoenicopterus chilensis Flamenco austral
- Chauna torquata Chajá
- Cygnus melancoryphus Cisne de Cuello Negro
- Anas versicolor Pato Capuchino
- Anas flavirostris Pato Barcino
- Netta peposaca Pato Picazo
- Dendrocygna viduata Sirirí Pampa
- Anas georgica Pato Maicero
- Anas cyanoptera Pato colorado
- Coscoroba coscoroba Coscoroba
- Anas platalea Pato Cuchara
- Anas leucophrys Pato de Collar
- Heteronetta atricapilla Pato Cabeza Negra
- Rostramus sociabilis Caracolero
- Circus buffoni Gavilán Planeador
- Buteo magnirostris Tagutó Común
- Polyborus plancus Carancho
- Milvago chimango Chimango
- Falco sparverius Halconcito Colorado
- Fulica rufifrons Gallareta Escudete Rojo
- Fulica leucoptera Gallareta Chica
- Fulica armillata Gallareta Ligas Rojas
- Gallinula Chloropus Pollona Negra
- Pardirallus sanguinolentus Gallineta Común
- Aramus guarauna Caráu
- Columba picazuro Paloma Picazuró
- Columba livia Paloma Doméstica
- Zenaida auriculata Torcaza
- Columbina picui Torcacita
- Myiopsitta monacha Cotorra
- Tyto alba Lechuza de Campanario
- Asio flammeus Lechuzón de Campo
- Chlorostilbon aureoventris Picaflor común
- Hylocharis chrysura Picaflor Bronceado
- Leucochloris albicollis Picaflor Garganta Blanca
- Cerile torquata Martín Pescador Grande
- Colaptes melanochloros Carpintero Real
- Colaptes campestris Carpintero Campestre
- Lepidocolaptes angustirrostris Chinchero Chico
- Cinclodes fucus Remolinera Común
- Furnarius rufus Hornero
- Phleocryptes melanops Junquero
- Anumbius annumbi Leñatero
- Serpophaga subcristata Piojito Común
- Tachuris rubrigastra Tachurí Sietecolores
- 'Pseudocolapteryx flaviventris Doradito Común
- Lessonia rufa Sobrepuesto Común
- Hymenops perspicillatus Pico de Plata
- Machetornis rixona Picabuey
- Pitangus sulphuratus Benteveo Común
- Tyrannus savana Tijereta
- Tachycineta leucorrhoa Golondrina Ceja Blanca
- Tachycineta leucopyga Golondrina Patagónica
- Troglodites aedon Ratona Común
- Polioptila dumicola Tacuarita azul
- Turdus rufiventris Zorzal Colorado
- Mimus saturninus Calandria Grande
- Piranga flava Fueguero Común
- Paroaria coronata Cardenal Común
- Sicalis flaveola Jilguero Dorado
- Sicalis luteola Misto
- Zonotrichia capensis Chingolo
- Molothrus bonariensis Tordo Renegrido
- Agelaius thilius Varillero Ala Amarilla
- Icterus cayanensis Boyerito
- Pseudoleistes virescens Pecho Amarillo Común
- Carduelis magellanica Cabecita Negra Común
- Passer domesticus Gorrión

#### Anfibios y mamíferos
Entre los anfibios y mamíferos podemos encontrar:
- Bufo arenarum Sapo común o Sapo argentino
- Leptodactylus ocellatus Rana criolla
- Lysapsus mantidactylus Ranita nadadora
- Hyla pulchella Rana trepadora
- Chthonerpeton indistinctum Cecilia
- Phrynops hilarii Tortuga de laguna
- Tupinambis teguixin Lagarto overo
- Amphisbaena sp. Lagarto ápodo
- Culebra de dos cabezas Clelia rústica
- Culebra Leimadophis poecilogyrus
- Culebra verde y negra vientre amarillo, Philodryas aestivus
- Culebra verde, Liophis anomalus
- Culebra pintada Lystrophis dorbigny
- Falsa yarará Lutreolina crassicaudata
- Comadreja Miocastor coipus bonariensis
- Coipo Miotis sp.
- Lepus europaeus Liebre europea.

### Eutrofización

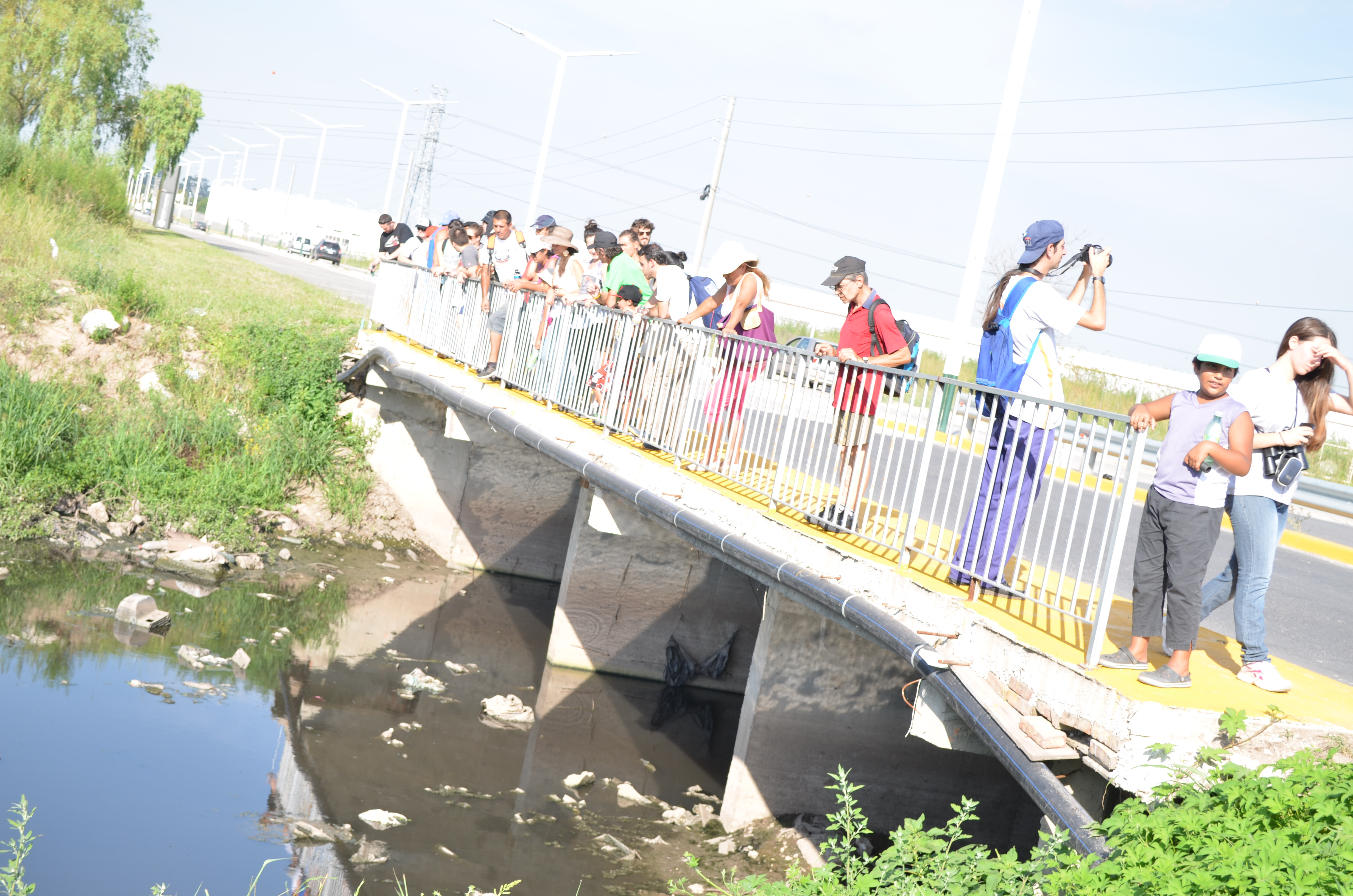
Arroyo Ortega, el mayor aportante de contaminación

La Laguna esta sufriendo un acelerado proceso de eutrofización debido a la incesante contaminación orgánica que llega de los arroyos. Actualmente se encuentra en el periodo eutrófico próximo a la etapa distrófica, el cuerpo de agua se reduce debido al avance de la vegetación anfibia. La acumulación de masa vegetal, la cual es degradada por organismos descomponedores, aumenta la materia orgánica (que puede venir descargas cloacales) que vuelve al ciclo siendo utilizada por la vegetación anfibia acelerando el proceso de eutrofización. Desde el 2006 hasta el 2010, estudios realizados por el Instituto Superior de Formación Docente N 35 y el INA (Instituto Nacional del Agua) revelan que los niveles de contaminación de Laguna de Rocha son bajos, pero en delicado equilibrio. El alto poder purificante de la vegetación y los espejos de agua puede ser quebrado si la contaminación continua a en el corto plazo.

## Historia

### Batalla de Corpus Christi
En febrero de 1536 las naves de la expedición de Pedro de Mendoza llegaron al Río de La Plata, llamado "Mar dulce de Don Juan Díaz de Solís”. La primera población, según el ingeniero Eduardo Madero en su libro "Historias del puerto de Buenos Aires”:
"...fue fundada en los terrenos al margen del riachuelo de los navíos...luego fue trasladada y reedificada en una loma de mayor altura y extensión..." debido a que la creciente del río, era una terrible amenaza para el Real (nombre que se le dio al asentamiento).
Algunos autores, como es el caso del historiador Guillermo Furlong, sostiene que el Real se estableció a la altura del actual puente Gral. José Félix Uriburu (barrio de Nueva Pompeya) y que se eligió para el desplazamiento de la ciudad, el lugar más apropiado:
"...una sección profunda y alejada de la costa del Río de la Plata para los navíos, y un altiplano a media milla, para la población, lo que actualmente corresponde a las manzanas donde se levanta el policlínico penna y edificios públicos"

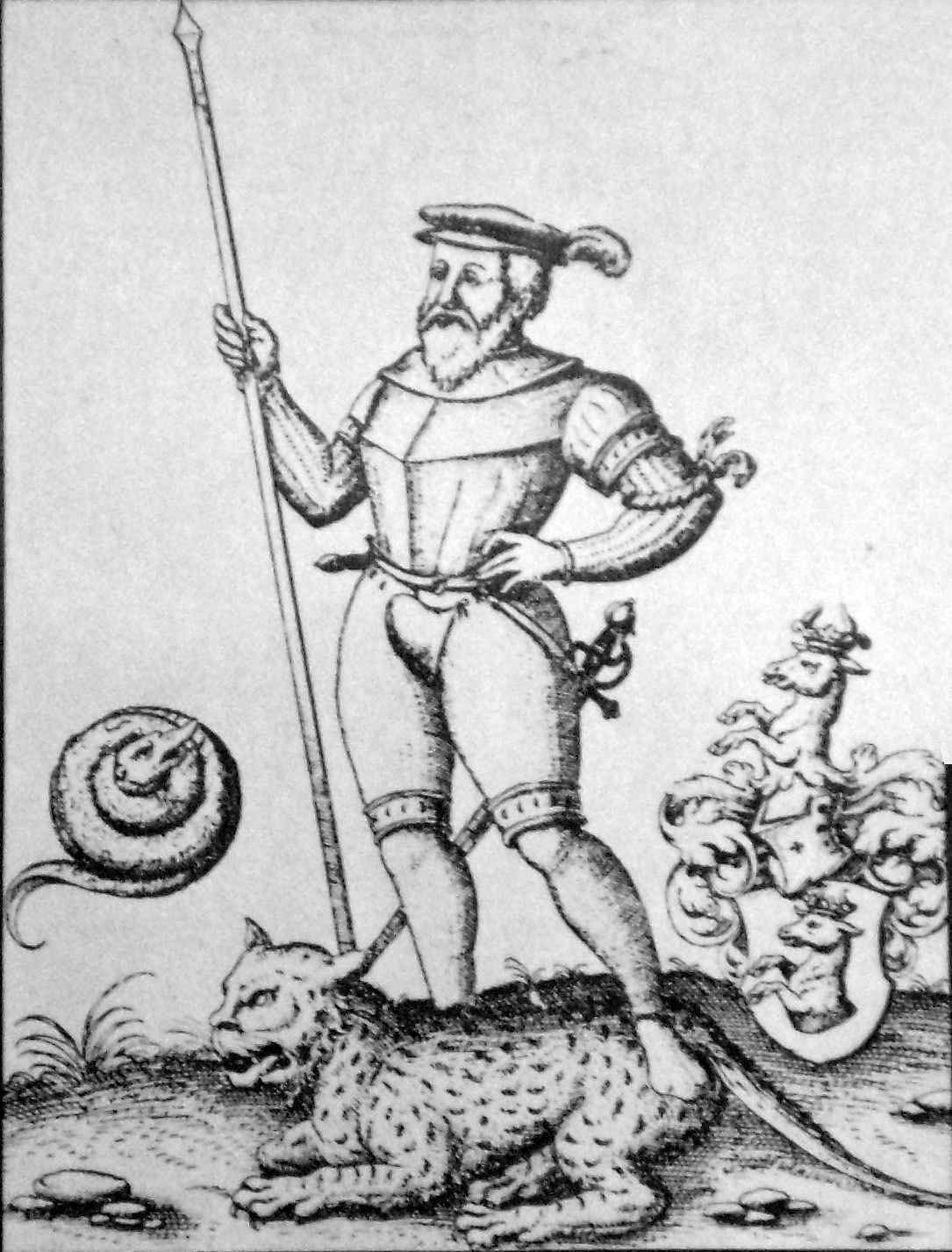
Ulrico Schmidl, cronista de Pedro de Mendoza

Luego de encontrar en lugar ideal para emplazar el Real, se procedió al desembarco de los setenta y dos caballos y yeguas que llegaron con vida, de los cien que fueron embarcados en Sanlúcar de Barrameda y a la construcción de corrales para su protección y mantenimiento, usando árboles de tala y espinillo del lugar. Se dedicaron además a la construcción de algunos ranchos utilizando los materiales que les proveía el lugar. Los españoles toman conciencia de que no están solos en estas tierras. Los Querandíes, nativos del lugar, se hacen presentes en las cercanías del Real y sus alrededores, quedando asombrados por la vestimenta que portaban los expedicionarios, sus caballos, armas y sus naves.
Ulrico Schmidl, cronista de la expedición de Don Pedro de Mendoza, afirma que "...los susodichos Querandis nos han traído diariamente al Real durante catorce días su escasez en pescado y carnes...", de esta manera nuestros originarios se comportaron amable y servicialmente con los expedicionarios, y si bien era escasa la comida, esto se debía más bien a la precariedad con que contaban en cuanto a sus armas de caza y pesca para abastecer al gran contingente de hombres que habían llegado a sus tierras. Pasados los catorce días los nativos cortaron el contacto. Don Pedro de Mendoza, tomo como iniciativa enviar en calidad de alcalde a Juan Pavón junto a dos soldados, para recorrer el lugar en busca de información respecto del paradero de los nativos. Es posible que el repentino alejamiento de los Querandíes respecto del Real, haya sido a causa de un mal comportamiento o atrevimientos por parte de los soldados, tanto hispanos como de otras nacionalidades que acompañaban la expedición, más que por el trabajo extra que realizaban al momento de cazar y pescar, para abastecer a los visitantes.
Según el cronista, la ubicación de los querandíes era a cuatro leguas del Real, en un lugar que se suponen actualmente las inmediaciones del Río de La Matanza y la Ruta Provincial Nro 4 o Camino de cintura, frente al fraccionamiento de lotes del barrio de San Sebastián, localidad de 9 de Abril, en una gran lomada de ombues donde se han ubicado actualmente restos de un importante asentamiento indígena de notable riqueza arqueológica.
Juan Pavón, recorre las cuatro leguas desde el campamento español del Riachuelo hasta alcanzar y divisar las tolderías de los querandíes. Al tratar de entablar trato con ellos, no se dirige de la manera más adecuada y amigable, por lo que regresa al Real, rechazado y apaleado por parte de los querandíes, quienes ya no toleraban este comportamiento agresivo de su parte. Ya en el Real, Pavón provoca un alboroto tal por lo ocurrido en las tolderías Querandíes, que Pedro de Mendoza, agravado por una enfermedad, toma la decisión de enviar a su hermano Don Diego de Mendoza en su lugar, y a un grupo de soldados hacia el asentamiento Querandí para dar un escarmiento y apalearlos en represalia por lo ocurrido.

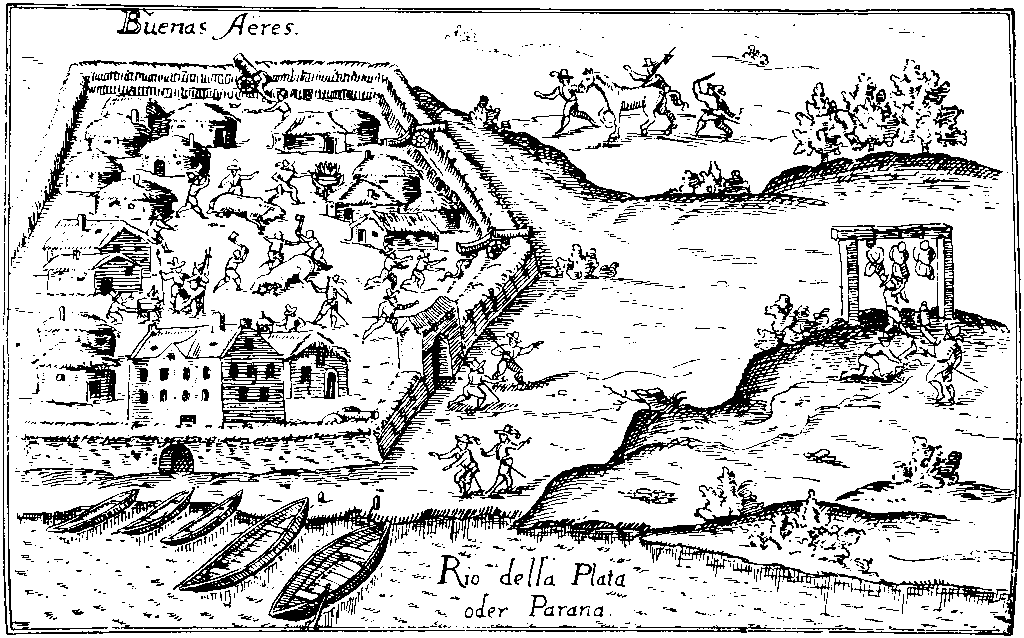
Buenos Aires a poco de fundada; 1536.

Don Diego de Mendoza reúne a 300 infantes y 30 jinetes, poniendo en marcha el ejército, que fue guiado por Juan Pavón en el recorrido hacia las tolderías aborígenes. Tras la llegada del ejército al mando de Don Diego de Mendoza, los Querandíes quedan asombrados una vez más por la presencia que imponen los soldados con sus vestimentas, las banderas flameando y sus caballerizas al frente, todo tan deslumbrante a su mirada. Aun así se preparan en su mejor posición para atacar, y se esconden tras los juncales refugiándose en las tierras pantanosas cercanas al río.
Los soldados perciben las posiciones de los Querandíes y se deciden a avanzar por las zonas donde es posible atravesar el río. Montando sus caballos dan paso al frente y para su sorpresa las tierras pantanosas atrapan a sus caballos hasta la cintura y con ellos a sus jinetes. En ese preciso momento, los Querandíes, hacen uso de la "bola arrojadiza" mostrando su destreza con una de las mejores armas a la hora de defenderse, logrando así manipular a sus presas. Se produce una lucha violenta y terminante, que tuvo como saldo un total de treinta y cinco víctimas, entre ellas, la muerte de Don Diego de Mendoza, sus dos primos los hermanos Pedro y Luis Benavidez y otros infortunados capitanes. Este encuentro fue el primero de carácter armado del historial del Río de La Plata, ocurrido el 15 de junio de 1536, denominado Combate de Corpus Christi, en referencia al día de la ceremonia cristiana.
Según y con fundamentos de historiadores, cronistas e investigadores, en el paso de todo este tiempo, se puede afirmar que el encuentro entre Don Diego de Mendoza y los Querandíes se produjo en inmediaciones de la Laguna de Rocha, en las orillas del arroyo de igual nombre, a poca distancia del Río de La Matanza y en los campos que luego del año 1758 fueron propiedad de la estancia "Los Remedios" perteneciendo al partido de Esteban Echeverría entre 1913 y 1945.
Es importante señalar que tanto la toldería de Querandíes encontrada por Juan Pavón en 1536, en la expedición al mando de Don Pedro de Mendoza y en 1580 la gente de Don Juan de Garay, fue hallada en la gran lomada de ombues, cercanas al actual barrio de San Sebastián, en la localidad de 9 de Abril, donde se han encontrado actualmente restos de notable valor arqueológico. Para dar por sentada la información que fue detallada recientemente, citaremos datos de algunos historiadores, cronistas e investigadores que han dejado a través del paso del tiempo indicios y fundamentos que encierran la justificación de que fue en nuestro territorio donde alguna vez hace más de 500 años fueron enfrentados españoles y querandíes.
El historiador Rvdo. Guillermo Furlong afirma que:
"...el Real no pudo estar ni en San Telmo, ni en la vuelta de Rocha, ni en Retiro..." como afirman numerosos y otros tantos historiadores. Fijo "...una sección profunda y alejada de la costa del Río de La Plata para los navíos, y un altiplano a media milla para la población, o sea la manzana o manzanas donde ahora se levanta el policlínico Penna y otros edificios públicos..."
Ulrico Schmidl, cronista en la expedición de Don Pedro de Mendoza, informa que los Querandíes atacaron la ciudad "...quemando también cuatro barcas grandes, pues estos barcos estaban surtos hasta media legua de la misma..." corroborando así el acierto de Furlong. Por otra parte discrepa de la opinión del académico Enrique de Gandia y no acepta que el lugar del combate puede vincularse con la Batalla del Río Lujan, señalando que si bien a principios del siglo XVI en Germania se conocían once variantes para dar equivalencia a una legua (desde 1470 metros a 3200 m), en la patria de Schmidl  (Baviera) el uso corriente de la legua era del orden de los 1.470 metros, lo que dan un total de 5.880 metros para el recorrido de cuatro leguas, agregando que "desde la actual Plaza de Mayo hasta Lujan la distancia es de 60.000 metros".
El ingeniero Eduardo Madero,  asegura que "... me parece exacto que el origen del nombre del Río Lujan, es debido a haber muerto en su margen derecha, después del mencionado combate (se entiende, el de Corpus Christi) el referido Pedro de Lujan..."
Ruy Díaz de Guzmán, célebre cronista de indias, dice con exactitud que el combate de Corpus Christi "...tuvo lugar cerca de la vega del río y sobre un arroyo que servía de desagüe a una laguna situada a tres leguas de la recién fundada Buenos Aires..."

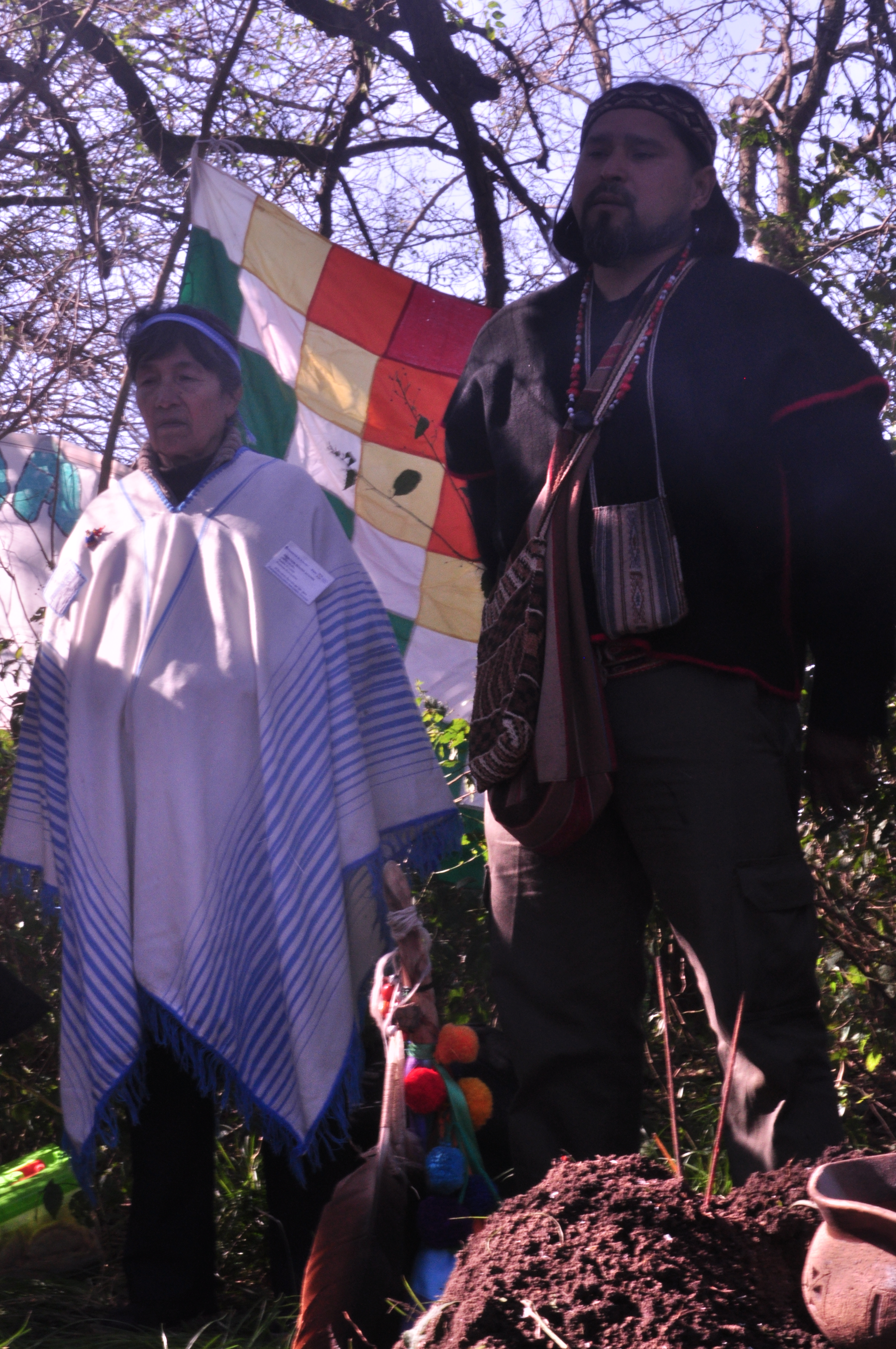
Pueblos Originarios en la celebración ancestral de la Corpachada que se celebra anualmente en Laguna de Rocha

El jesuita Nicolás del Techo en sus escritos históricos que datan del siglo XVII, hace mención del combate y cita la misma laguna.
El sacerdote Pedro Lozano, en sus recopilaciones también coincide con el precursor relator Ruy Díaz de Guzmán.
Eduardo Madero, además de coincidir con estos últimos realiza sus investigaciones y a través de sus conocimientos como ingeniero, mide y calcula el lugar donde se desarrolló dicho combate de Corpus Christi, afirmando al respecto que "...todo hace presumir que fuera en la parte superior del riachuelo y la laguna próxima a la actual Estancia "Los Remedios", en el partido de Lomas de Zamora...” Vale aclarar que le referida estancia, por aquellos años pertenecía al partido de Cañuelas, y Madero tomo equivocadamente el límite entre los dos partidos, pasando por alto el trazado del viejo camino al pago de San Vicente, que atravesaba los campos de las estancias Monte Grande y La Laguna, esto bien se puede apreciar en el plano de mensura N.º 27 del partido de Esteban Echeverría.
Para poner aún más en claro lo expresado, la famosa estancia "Los Remedios" fundada en 1758 se hallaba en lo referente a sus campos, tras el actual Arroyo Ortega y que el camino al pago de San Vicente dividía a los dos partidos de Cañuelas y Lomas de Zamora. Madero para reforzar su punto de vista, se valió no solo de la información recogida por los primeros cronistas sino también que fue ayudado por la tipografía del terreno que no ofrece otra laguna que aquella a la cual se refería.
Don Pedro de Mendoza abandono el real que había construido y regreso a España, luego de soportar el fracaso de su expedición al Río de La Plata. La ciudadela quedó despoblada alrededor de 1541 y cumpliéndose las disposiciones de Don Domingo Martínez de Irala, se produce el traslado de los últimos pobladores a la ciudad de Asunción, quedando solamente siete caballos y cinco yeguas sueltos en la húmeda llanura.[cita requerida]
El 11 de junio de 1580, cuarenta y cuatro años después de la fracasada expedición de Don Pedro de Mendoza, llega al Río de La Plata Don Juan de Garay, con mandato de fundador junto a una expedición de setenta y cuatro vecinos reunidos en Asunción a los cuales les prometió tierras, estancias, caballos e indígenas en función de bien de pago o premio. Luego de repartir los bienes materiales, decidió realizar un censo de aborígenes, para determinar la cantidad que habitaban la región, tarea a desempeñar por el nombrado Sargento Mayor Juan Ruiz de Ocaña.
En el año 1583, se descubre al primer Cacique, y está bien claro y consta debidamente en el título de la encomienda otorgada al Sargento Mayor Juan Ruiz de Ocaña, por el Teniente Gobernador Don Antonio de Torres Pineda, el día 15 de junio de 1583, y dice: "...señalo y nombro un cacique llamado telomian condie El qual fue el primer cacique que se descubrió quatro leguas desta ciudad El Riachuelo arriba donde se tubo una cruda guerra con el y su gente..." (Según texto y ortografía original).
Condie y su hijo Diego se opusieron a las pretensiones de los nuevos fundadores, lo que concluyó en un choque de armas entre Querandíes y los soldados de Ruiz de Ocaña, por lo desigual y sangriento nominó para siempre a nuestro río limítrofe, como "Río de La Matanza".
"... esta derrota significo para el indígena la pérdida de su libertad y su inclusión como esclavo del altivo español..." en palabras del historiador matancero Alfonso Corso.
Si bien los aborígenes americanos eran legalmente hombres libres, eso ocurría si aceptaban someterse voluntariamente a los españoles. De no aceptar el dominio español podían ser sometidos mediante una "guerra justa", ser asesinados y  trasladados a otros territorios, destruyendo sus familias y  comunidades.
Desde que enterada la reina Isabel la Católica, que Colón había importado indios como esclavos “hubo muy gran enojo, diciendo estas palabras: ¿Qué poder tiene mío el Almirante para dar a nadie mis vasallos? (Bartolomé de las Casas, “Historia de las Indias”) A su vez, pocos años más tarde, en la cláusula testamentaria de la reina el 23 de noviembre de 1504, dijo: "suplico al Rey (...) y encargo y mando a la dicha Princesa, mi hija (Juana) (...), que así lo hagan y cumplan y que esto sea su principal fin; y que en ello pongan mucha diligencia y no consientan ni den lugar que los indios vecinos y moradores de las dichas Indias y Tierra Firme, ganadas y por ganar, reciban agravio alguno en sus personas ni bienes, mas manden que sean bien y justamente tratados; y si algún agravio han recibido, lo remedien y provean, por manera que no excedan cosa alguna lo que por las Letras Apostólicas de la dicha concesión (Bula “Inter caetera”) nos es mandado". Esta disposición testamentaria fue incorporada en la Recopilación de Leyes de los Reinos de Indias L° 6, T° 10.
Se puede observar que estos Querandíes junto a su cacique estaban igualmente a cuatro leguas de Buenos Aires, a la misma distancia que señaló Schmidl en 1536, y que el nuevo combate el llamado de "La Matanza" se produjo en la misma área y cercana a donde ocurrió el combate de Corpus Christi, frente a tierras que tiempo después pertenecieron a la Estancia "Los Remedios".
En el año 1984, el señor Daniel Conlazo, con el apoyo del señor Rogelio Ponsard y nuestro historiador local, Pedro Rubén Campomar realizaron un estudio en el llamado yacimiento arqueológico Ezeiza III donde se produjo el hallazgo de material lítico y un hermoso real de plata acuñado en Potosí.

### Espada de Bracamonte
A fines del siglo pasado, dentro del predio de la estancia Los Remedios, limitada con el actual arroyo Ortega y la Laguna de Rocha, un paisano encontró enterrada la hoja de una espada de origen toledano, sin guarnición, sin puño y sin pomo. La hoja fue pulida y tras eliminar el óxido, se pudieron percibir en ella dos inscripciones grabadas tanto al dorso como al frente de la misma, leyéndose “Pro Fide et Patria” –Por la Fe y por la Patria- de un lado y “Bartolomé de Bracamonte”, del otro. La autenticidad de la espada parece confirmada, entre otros motivos, porque una inscripción que comienza con las mismas palabras ("Pro fide et Patria") se puede observar en una espada de Felipe II de España, conservada en la Real Armería.
Félix Faustino Outes, célebre antropólogo, historiador y lingüista, estudio exhaustivamente la espada junto con su equipo, llegando a la siguiente conclusión:
“Creemos que aquella espada, seguramente abandonada en la pampa solitaria, donde cayo su dueño, es el testimonio de más valor para que podamos afirmar que el combate del 15 de junio de 1536, tuvo lugar en las márgenes del Río de la Matanza y más o menos próximo al sitio que indico el Señor Madero."
¿Quién fue Bartolomé de Bracamonte? Ruy Díaz de Guzmán lo cita como capitán de Pedro de Mendoza en “Anales del Descubrimiento, Población y Conquista del Río de la Plata” durante el relato de la batalla de Corpus Christi:
“A este fin salieron 300 soldados de infantería y 12 a caballo con los capitanes Perafán de Ribera, Francisco Ruiz Galán y don Bartolomé de Bracamonte” (Capítulo XI)
“Los capitanes que llevaban la vanguardia no perdieron terreno por dar lugar a que saliesen los de a caballo a tiempo que la infantería estaba ya desbaratada toda y muerto don Bartolomé de Bracamonte, siguiendo Perefán de Ribera que peleaba con espada y rodela con toda la fuerza de los enemigos” (Capítulo XI)
“Aunque desordenada la infantería, y muertos los bravos D. Bartolomé de Bracamonte y Perefán de Ribera, se sostuvo la vanguardia hasta el arribo de la caballería” (Capítulo III)
Estos párrafos descartan, además, la hipótesis manejada en un primer momento según la cual Bartolomé de Bracamonte no fue el dueño si no su fabricante (Campomar durante un viaje a Toledo pudo saber que el apellido Bracamonte esta íntimamente ligado a la fabricación de armas blancas). Sin embargo el origen de los Bracamonte de esta historia, es probablemente la ciudad de Peñaranda de Bracamonte, en la Provincia de Salamanca, perteneciente a la comunidad autónoma de Castilla y León en España.

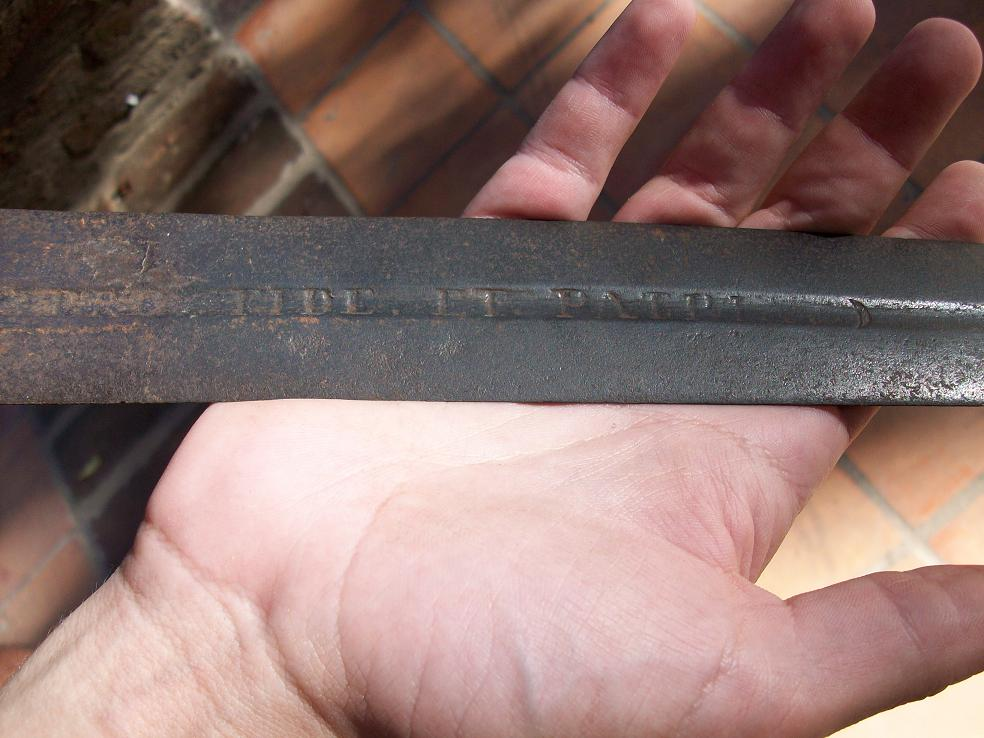
"Pro fide et patria" lema grabado en la hoja.

Este dato, curiosamente, es recogido por Manuel Mujica Lainez en su libro “Don Galaz de Buenos Aires” donde además cuenta la historia de Bartolomé:
“El marido de doña Uzenda, don Bartolomé de Bracamonte, había partido a su vez, de su vieja casa del Carralillo de la Hierba, en Salamanca, a rendir cuentas a Nuestro Señor” 
Luego, recurriendo a fuentes contrarias a las citadas en este informe, escribe:
“Pensaba en Mosén Rubí de Bracamonte y en aquel don Bartolomé de Bracamonte, también de su alcurnia, de quien canta la fama que arribó al Plata con la flora de don Pedro de Mendoza y que murió peleando, como un guerrero mitológico, junto al hermano del Adelantado y al Diego Lujan que dio nombre al río”.
La espada, luego de ser desenterrada y estudiada, hizo un largo recorrido hasta llegar a su actual emplazamiento. Su primer dueño fue Ignacio Escurra, pariente del Brigadier Rosas y dueño de la zona del hallazgo. Es el quien le agrega la empuñadura actual, que no es la original. El señor Escurra dona la espada al General José Ignacio Garmendia, quien estaba preparando el “Museo de Armas de la Nación”. Al fallecer dicho general, el acero es subastado y comprado por le señor Jorge Böntlingk, quien la dona al Museo Histórico de Santa Fe, donde actualmente se encuentra.

### Época de la Colonia
Para conocer la historia desde su inicio, debemos remontarnos por allá lejos, al año 1580 cuando Don Juan de Garay acompañado de sesenta hombres y una mujer hizo arribo a nuestras playas, donde cuarenta y cuatro años más temprano supo llegar Don Pedro de Mendoza y su expedición. Garay había prometido que entregaría, entre otras cosas, un conjunto de estancias a sus valientes seguidores, en recompensa de su patriada y compañía. Es así como comienza todo en el año 1629, haciéndole la entrega al Capitán español Don Juan Gutiérrez de Humanes, de las tierras que darán lugar en un futuro a la llamada Estancia "La laguna".
A mediados del siglo XVIII se sabe que la estancia estaba en manos de Martin Gutiérrez, descendiente del antes nombrado, de ahí que se conociera para ese entonces a la actual Laguna de Rocha como "La laguna de Humanes". Para ese tiempo, en el año 1746 el Capitán Francisco de Rocha, propietario de la antigua merced de Antonio de la Rocha, lindera a la estancia "La laguna", vende parte de sus tierras a Don Esteban Lomes, las mismas que en el año 1758 pasan a ser propiedad de Andrés Hidalgo. Y es el mismo Rocha quien posteriormente le venderá otra fracción lindera a sus tierras.

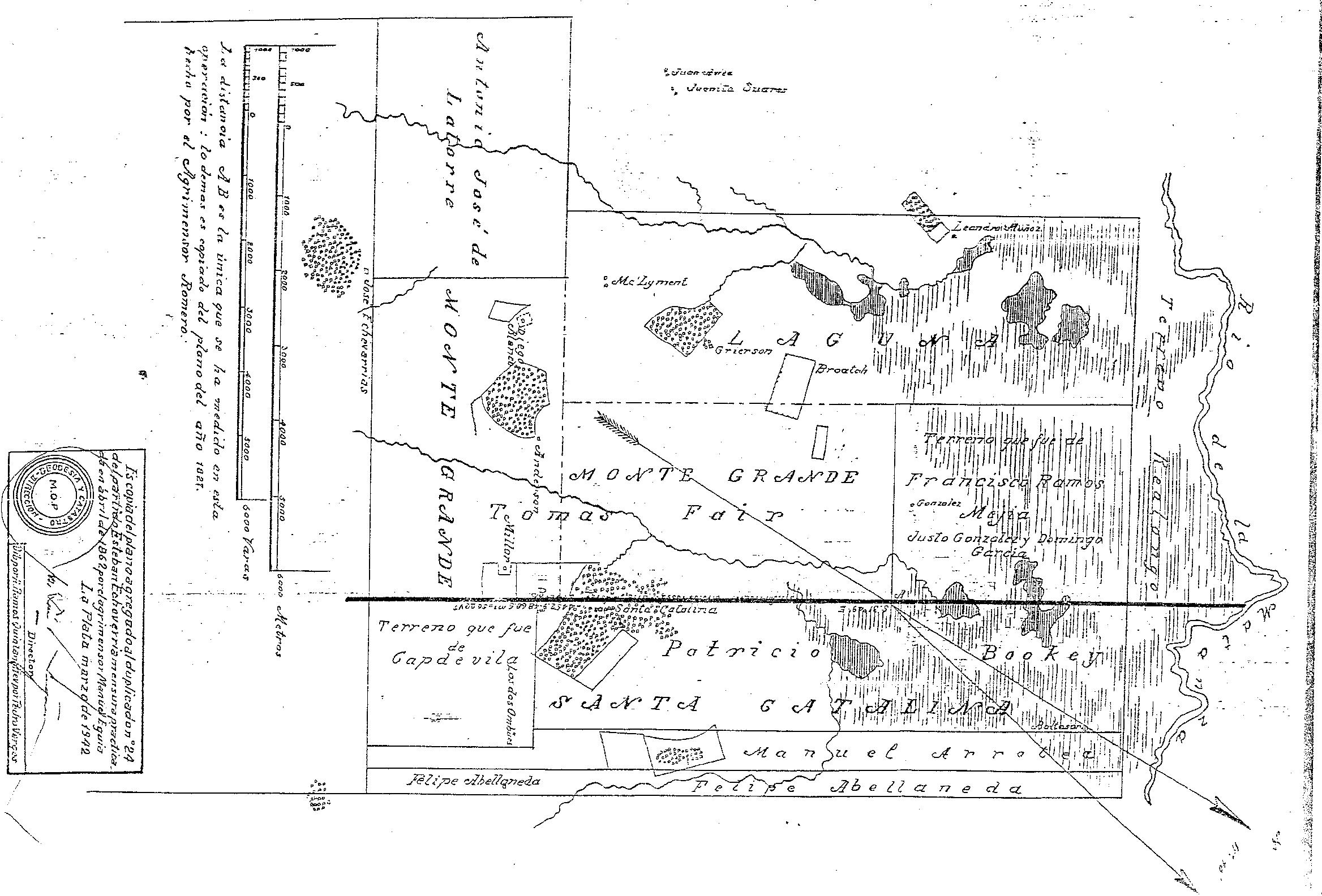
Mapa de Laguna de Rocha y sus propietarios hacia 1825.

En el año 1758 la Estancia "La laguna" pasa a ser propiedad de Pedro Zabala y luego de Doña María Sánchez de Cueto, quien en 1805 vende la propiedad a su hijo Jorge Zemborain. En el transcurso del año 1811, la Estancia es transferida al activo comerciante inglés Don Diego Barton, quien instaló un saladero a cierta distancia de su nueva casa.
Pero tiempo más tarde, en el año 1825, la historia de la Estancia "La Laguna" llega a su punto clave. Hace arribo a Buenos Aires la Fragata inglesa "The Simmetry of Scarboro", que traía a bordo a más de 200 personas de nacionalidad escocesa, reclutadas por los hermanos Juan y Guillermo Parish Robertson. Estos hermanos con su ambición a cuestas, poniendo el ojo firme al trabajo y progreso decidieron comprar tres estancias contiguas para establecer a sus compatriotas. Las estancias fueron "Santa Catalina", de Don Félix Castro; "Monte Grande", de Don Juan Wilson; y "La laguna" de Don Diego Barton, obteniendo un total de 6.000 hectáreas.
Es así como la colonia escocesa comienza a levantar sus hogares en estas tierras, y entre los más destacados trabajadores de terrenos fértiles de "La laguna" figuraban Juan Mac Clymont, Santiago Broach y Guillermo Grierson –padre de la histórica médica, Cecilia-, cada uno con sus respectivas granjas. En 1832, tras el fracaso de la colonia, Guillermo Parish Robertson, decide vender a Don Tomas Fair, las Estancias "Monte Grande" y "La Laguna". Ocurrida la muerte de Don Tomas Fair queda en posesión de su viuda y de sus hijos. En 1873, se vende parte de la Estancia "Monte Grande" a José Gregorio Lezama.
La Estancia "La laguna" en conjunto con otras tierras, pasa a manos de la compañía Sansinena de carnes congeladas, al mando de Don Gastón Simón Sansinena en el año 1879 aproximadamente, convirtiéndose este en el primer frigorífico, conocido por muchos años con el nombre de "La Negra" nombre impuesto por dicha empresa. Debido a este detalle la Estancia "La laguna" comienza a ser denominada Estancia "La Negra". La hacienda contó con el agua suficiente, clara, natural y buena sirviéndose de la Laguna de Rocha, por eso su tierra fue conceptuada como de alto valor. Hoy la Estancia La Negra o La Laguna, como más deseen recordarla paso a tener otro nombre: "el Triángulo", ya con un nuevo dueño conocedor de la agricultura, se pudo observar la siembra y cosecha de trigo, maíz y girasol en el lugar.
En 1944, Edelmiro Farrel expropió parte de estas tierras con el propósito de destinarlas a la "construcción y habilitación de un aeropuerto nacional, caminos, autovías, viviendas, instalaciones complementarias, urbanización y formación de parques". Sin embargo, un amplio espacio que incluye espejos de agua y tierras circundantes logró resistir el avance urbanizador y mantener condiciones ambientales.
Si bien este relato menciona el paso de la Estancia por distintos dueños también es el paso de las aguas que la rodean, La Laguna De Rocha, en su espacio, dueña de toda naturaleza.

## Situación Legal
Desde enero de 1996 se ha entablado una batalla legal para que La Municipalidad de Esteban Echeverría por medio del entonces Secretario de Medio Ambiente, Ing. Pablo Pila, iniciase gestiones administrativas para crear la "Comisión Multisectorial de Diagnóstico y Propuestas de Soluciones".  Luego de infructosos intentos al gobierno municipal, Pila solicita la intervención del Juez en lo Criminal y Correccional de Lomas de Zamora, Dr. Hugo Van Schilt, quedando el expediente archivado.[cita requerida] Ese mismo año, por ordenanza del Concejo Deliberante el sitio es declarado "Reserva Histórica Municipal".
En 1996, la firma SIDECO Americana compra alrededor de 120 ha, en las cuales proyectó tres barrios privados. Solamente uno se concretó en el año 2000.
En 1997, la Cámara de Diputados de la Nación elabora un Proyecto de Ley a efectos de que la Laguna de Rocha sea declarada Reserva Ecológica Municipal. El proyecto lo presenta el Diputado Nacional Alfredo Bravo (Frepaso).[cita requerida]
El 18 de diciembre de 2008 la Comisión de Medio Ambiente de la Cámara de Diputados de la Provincia de Buenos Aires aprueba por unanimidad un proyecto presentado por el diputado Walter Martello (Ari-Coalición Cívica) para que el sitio sea declarado Paisaje Protegido. Sin embargo, días después, el 30 de diciembre el Concejo Delibertante de Esteban Echeverría cambia la zonificación de parte del predio de "Zona de Esparcimiento" a "Zona Industrial". Luego de una serie de movilizaciones, la medida se volvió atrás.
El día 14 de diciembre del año 2012 se declara en Diputados a partir del proyecto del Diputado Walter Martello, quien sostuvo en el recinto lo expresado por el despacho de la Comisión, por una unanimidad, "Reserva Natural, Integral y Mixta". Se promulga como ley 14.488, publicada en el Boletín Oficial el 8 de julio de 2013. Sin embargo, pocos meses después se recorta el área protegida con el fin de cederle a los clubes Boca Juniors y Racing Club 64 hectáreas para que construyan su campo deportivo, teniendo el total apoyo del Intendente Municipal afectando seriamente el área adyacente a la Reserva Natural y generando un aumento en los riesgos de inundación en los barrios cercanos. Finalmente, el club Boca Juniors consciente del riesgo que implicaba realizar la obra en la zona, anuncia en que retira el proyecto para trasladarlo al vecino distrito de Ezeiza.
El 4 de diciembre del año 2013 se realiza la primera reunión del Comité de Gestión de la Reserva Natural Integral y Mixta Laguna de Rocha, el mismo fue encabezado por el Dr. Fernando Gray, Intendente del Municipio Esteban Echeverría. Participan de esta experiencia de gestión participativa autoridades Municipales, Autoridad de Cuenca Matanza Riachuelo, Organismo Provincial para el Desarrollo Sostenible, Instituto Nacional del Agua, Autoridad del Agua, Universidad de Flores, Facultad de Agronomía de la UBA y Instituto de Formación Técnica N 35. Las organizaciones no gubernamentales, vecinos y vecinas interesadas en la preservación de la reserva fueron inicialmente excluidos de la Reunión, pese a que estaban contempaldos en la Ley. Una serie de movilizaciones, culminó con la inclusión de todos los grupos avalados por la ley.
En agosto de 2014, por orden del Juez Federal Jorge Rodríguez, se define como Autoridad de Aplicación de la reserva al Organismo Provincial para el Desarrollo Sostenible de la Provincia de Buenos Aires.
En 2015 la Suprema Corte de Justicia de la provincia de Buenos Aires resolvió, la inconstitucionalidad de la Ley 14.516 que había desafectado unas 64 hectáreas del área protegida. La Reserva Natural Laguna de Rocha recupera así sus límites originales.